# Eupithecia pertacta
Eupithecia pertacta là một loài bướm đêm trong họ Geometridae.